# Nick Beal
Nicholas David Beal (Yorkshire del Este, 2 de diciembre de 1970) es un exjugador británico de rugby que se desempeñaba como Fullback.

## Carrera
Fue convocado a la selección de rugby 7 de Inglaterra para disputar la primera Copa del Mundo de Rugby 7: Edimburgo 1993, el seleccionado inglés ganó el torneo.

## Selección nacional
Debutó en el XV de la Rosa en 1996 y fue convocado irregularmente hasta 1999. En total jugó 15 partidos y marcó tres tries (15 puntos).

### Participaciones en Copas del Mundo
Beal solo disputó una Copa del Mundo; Gales 1999.
| Mundial                       | Sede  | Resultado        | PJ | Tries |
| ----------------------------- | ----- | ---------------- | -- | ----- |
| Copa Mundial de Rugby de 1999 | Gales | Cuartos de final | 4  | 1     |

## British and Irish Lions
Fue convocado a los Lions para la gira a Sudáfrica 1997.

## Palmarés
- Campeón de la Copa de Campeones de 1999/00.